# Hugh L. Aldis

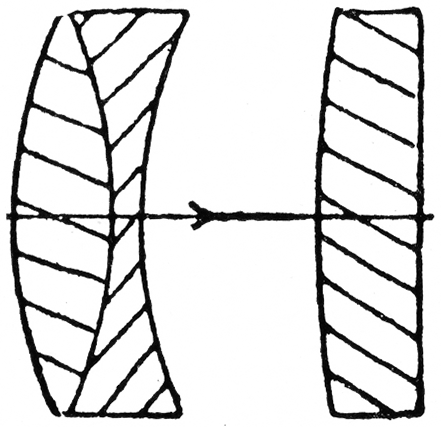
Aldis Anastigmat de obertura f/6

Hugh Lancelot Aldis, nascut l'any 1871 a Bengal, Paddington (Anglaterra), era el secretari de l'empresa Dallmeyer Ltd, de la qual va començar a formar part l'any 1893. L'any 1895, Aldis va reviure el pla del Zeiss Anastigmat en una sèrie de lents noves anomenades "Stigmatics". Serà soci de l'empresa Aldis Brothers, creadors d'òptiques, de Sparkhill, Birgmingham (1901-1936).

## Lents Stigmatics[3]
Als Zeiss Anastigmats, el component frontal era un antic acromat de gairebé zero potència amb una interfície dispersiva per corregir l'aberració esfèrica, mentre que el component posterior era un nou acromat que proporcionava quasi tota la potència del sistema.
En canvi, a les lents Stigmatic, Aldis va reemplaçar la interfície dispersiva de l'element frontal per un estret espai en forma de lents positives. Aquest espai "d'aire" té el mateix efecte sobre l'aberració esfèrica que la superfície interna dispersiva, però amb millor correcció zonal. Aquest disseny, serà usat posteriorment per Paul Rudolph, creador de les lents Unar i Tessar.
Un component positiu que portava la major part de la potència va ser col·locat en un costat de l'aturada, amb un parell de meniscs (un positiu i un negatiu) ben espaciats a l'altre banda. El espai entre ells, tenia la forma de una lent positiva. Aldis va anotar que el sistema podia usar-se per qualsevol banda.
Tot i així, al disseny original de f/3.5, el component frontal consistia en tres elements cimentats, una interfície cimentada usada per la correcció esfèrica i una altra per correcció cromàtica. Els dos components posteriors eren un menisc positiu i un menisc negatiu acromat.

### Sèrie I
A les primeres sèries del Stigmatic, la interfície que corregia l'aberració esfèrica va ser traslladada de la part frontal, a les lents del mig. A més, l'obertura es va reduir a f/4. Tots els elements negatius del sistema estaven fets del mateix vidre crown de bari. La curvatura de camp (Petzval) era de 0.03 en una distància focal de 10. Aquestes lents van estar a la venda durant 10 anys per l'empresa Dallmeyer.

### Sèrie II
A la sèrie II, les lents tenien una obertura de f/6 amb un angle de visió de aproximadament 30º. Aldis va començar a adonar-se que no era necessari acromatitzar els tres components per separat, per això, va reemplaçar el doblet negatiu per un únic element negatiu. L'element del mig i el posterior eren nous doblets acromats gairebé idèntics. El sistema era convertible de tal manera que una meitat es pogués usar com una sola. Aquestes lents van estar al mercat fins 1911.

### Sèrie III
A la sèrie III, les lents tenien una obertura de f/7.5. El disseny ara consistia en que cadascun dels components frontals havien passat a ser un únic element, negatiu al davant i positiu darrere, contactant amb el espai positiu "d'aire" entre ells. Aquest sistema no es podia separar. L'any 1910, aquestes lents es van redissenyar per fer sèries de low-cost, la sèrie IV.

### Sèrie IV
Aquestes lents tenien una obertura de f/6.3 i també s'anomenaven Carfac. El preu era la meitat de les lents de Sèrie II. Era un sistema convertible, l'element frontal del qual era 3 cops la distància focal del sistema combinat i l'element posterior, 1.5.

### Lents Aldis
L'any 1901, Hugh Lancelot Aldis va deixar l'empresa Dallmeyer i va establir la seva pròpia companyia. Va simplificar les lents encara més, usant un doblet cimentat gros de poca potència al davant i un element positiu biconvex al darrere. Es pot considerar un sistema de tres components en el qual els dos elements frontals han estat engrossits i cimentats junts. Aquestes lents es van vendre en diverses formes i amb diferents obertures fins 1920.

## Per a saber-ne més
Patent de Hugh L. Aldis